# Крив Коур (Мисури)
Крив Коур (енгл. Creve Coeur) град је у америчкој савезној држави Мисури.

## Демографија
По попису из 2010. године број становника је 17.833, што је 1.333 (8,1%) становника више него 2000. године.
| Група             | 2000.          | 2010.          |
| Белци             | 14.461 (87,6%) | 13.936 (78,1%) |
| Афроамериканци    | 569 (3,4%)     | 1.278 (7,2%)   |
| Азијати           | 993 (6,0%)     | 1.800 (10,1%)  |
| Хиспаноамериканци | 292 (1,8%)     | 461 (2,6%)     |
| Укупно            | 16.500         | 17.833         |